# 斯蒂爾里弗 (麻薩諸塞州)
斯蒂爾里弗（英語：Still River）是位於美國麻薩諸塞州烏斯特縣的一個非建制地區。

## 地理
斯蒂爾里弗所處的海拔為高於海平面128米（即420英呎），而該地所採用的時區為UTC-5，即北美东部時區（EST）。同時該地設有夏令時間，為UTC-5調快一小時，即UTC-4（EDT）。